# INS Vikramaditya
Az INS Vikramaditya az Indiai Haditengerészet módosított Kijev osztályú repülőgép-hordozója, melyet India 2004-ben vásárolt Oroszországtól, ahol 1996-ig Admiral Gorskov néven állt szolgálatban. Az Orosz Haditengerészettől az aktív szolgálatból 1996-ban kivont hajót Oroszország az indiai igényeknek megfelelően átépíti és modernizálja. A hajóval 2012 nyarától tengeri próbákat végeztek, de a kazánoknál jelentkezett műszaki problémák miatt a hajót javítani kellett. A hajót modernizáló Szevmas hajógyár 2013 negyedik negyedévében tervezi átadni a hajót Indiának, ahol a tervek szerint decemberben áll szolgálatba.

## Története
Az Indiában Vikramaditia névre keresztelt hajón az Indiai Haditengerészet a MiG–29 hajófedélzeti változatából, a MiG–29K-ból 12 együléses és 4 kétüléses (MiG–29KUB változatot) tervez üzemeltetni. A repülőgépek mellé India hat darab Ka–27 és Ka–31 típusú helikoptert is vásárol. Az orosz gépek mellett a Sea Harrier üzemeltetését is tervezik. Az átépítés során a hajó orrából eltávolították a fegyverzetet, helyére a repülőgépek rövid felszállását biztosító, 14,3° emelkedésű „síugró sáncot” építettek.
2012. június 8-án „mindkét fél hibájából masszív idő és költségtúllépések árán” kihajózott a Szevmas kikötőjéből. Július 28-án megtörtént az első le- és felszállás a hajó fedélzetén, melyet egy MiG–29KUB hajtott végre. Szeptemberben azonban a hajó meghibásodott a tengeren, nyolc kazánjából hét üzemképtelenné vált, valószínűleg azért, mert India az azbeszt szigetelés helyett más anyaghoz ragaszkodott.
2013. július 3-án a hibák kijavítása után a hajó újra kifutott egy egy hónapos próbaútra a Fehér-tengerre. A tesztek során elsősorban a hajó kazánjait és fő gépeit fogják vizsgálni különféle üzemmódokban. Ezt követően, augusztus 3. és szeptember 30. között a Barents-tengeren merevszárnyú repülőgépek és helikopterek részvételével repülési próbákat hajtanak végre a hajó fedélzetén. A hajót a Szevmas 2013. november 15-én adja át Indiának.

## Felépítése
Az India számára történő átépítés során a fedélzetről eltávolították a fegyverzetet és felszállófedélzetet alakítottak ki, síugró sánccal, valamint a felépítményt is átalakították.

## Fegyverzete
India idáig legalább 20 db MiG–29K/KUB-ot vehetett át, az első, 16 db-os sorozat után egy 2010-ből származó 29 darabos utánrendelés teljesítése van folyamatban.